# أولف بيرغ
أولف بيرغ (بالسويدية: Ulf Berg)‏ هو سياسي سويدي، ولد في 1957. حزبياً، نشط في حزب التجمع المعتدل. وقد انتخب عضو البرلمان السويدي ‏ (29 سبتمبر 2014 – 12 سبتمبر 2016).